# Lettice Curtis

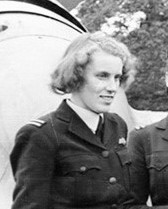
Lettice Curtis

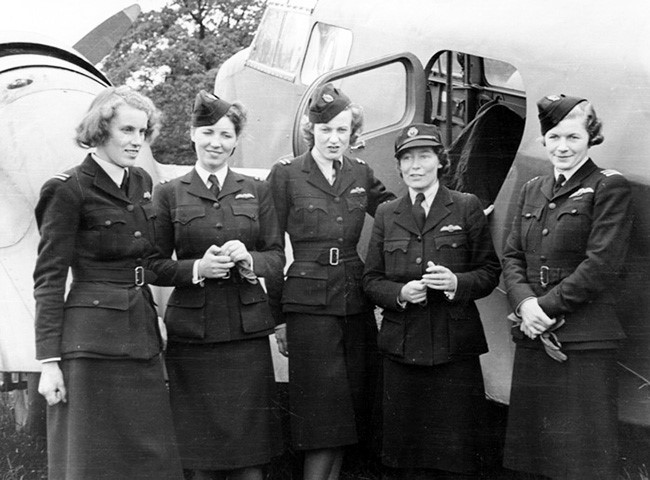
5 Fliegerinnen: Lettice Curtis, Jenny Broad, Audrey Sale Barker, Gabrielle Patterson und Pauline Gower

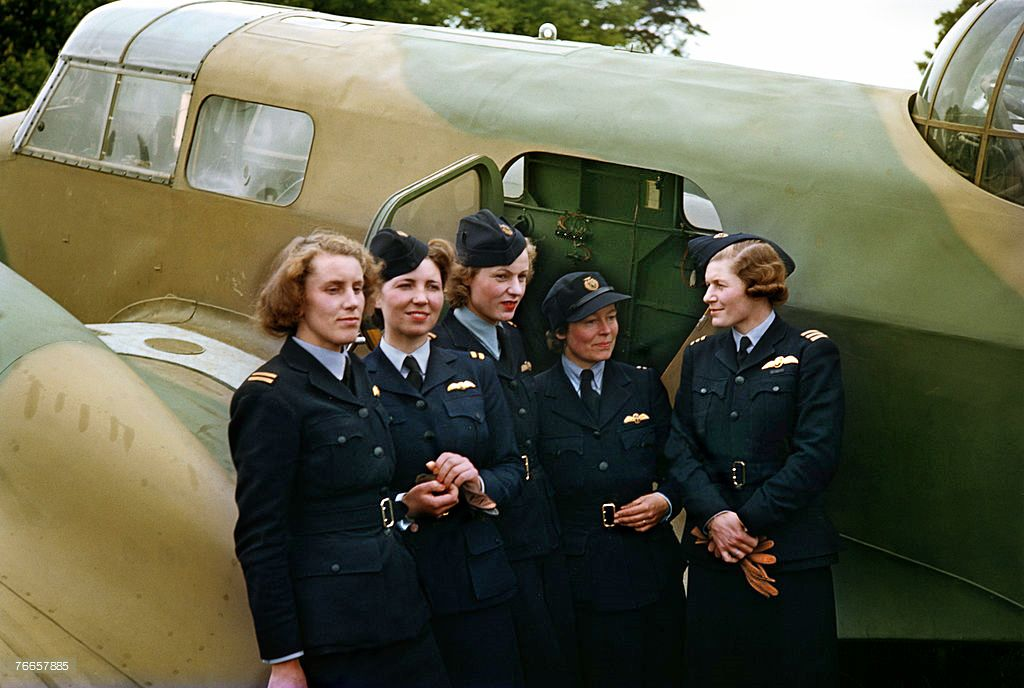
Lettice Curtis, Jenny Broad, Wendy Sale Barker, Gabrielle Patterson und Pauline Gower vor einem Schulflugzeug Airspeed Oxford, 1942

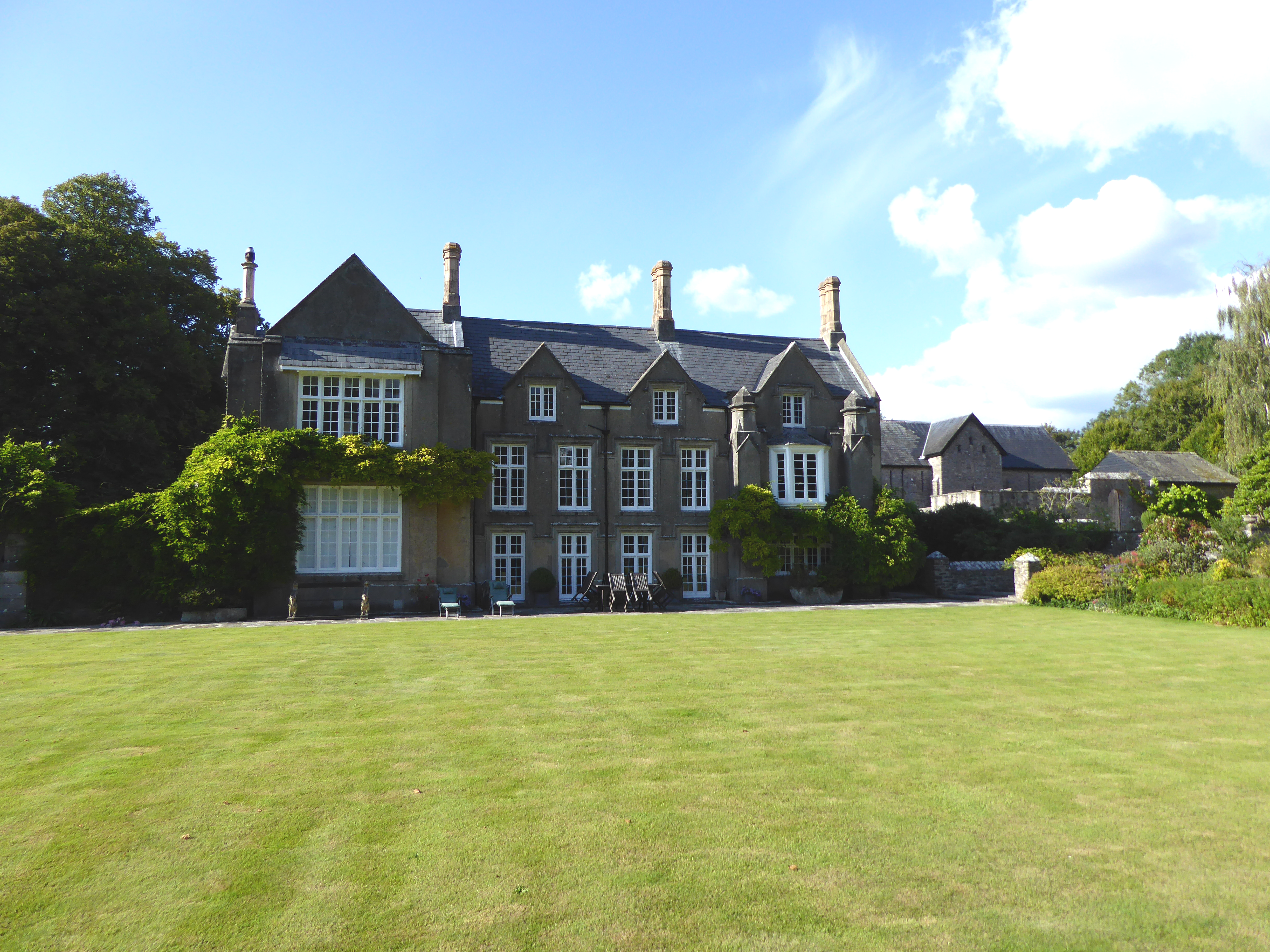
Das historische Herrenhaus Denbury, Elternhaus von Lettice Curtis

 Lettice Curtis  (* 1. Februar 1915 in Teignbridge, England; † 21. Juli 2014 in England) war eine britische Fliegerin und Flugtestingenieurin. Sie flog mit dem Air Transport Auxiliary (ATA) eine breite Palette von Kampfflugzeugen und war die erste Frau, die sich für den Flug mit einem 4-motorigen Bomber qualifiziert hatte. Sie erwarb im Alter von 77 Jahren ihren Hubschrauberführerschein.

## Leben und Werk
Curtis war eines von sieben Kindern von Eleanor Francis Meister und Walter Septimus Curtis, Herr der Gutshöfe von Denbury und Rechtsanwalt der Lincoln’s Inn, und Enkelin des führenden Herstellers von Baumwollspinnmaschinen in Großbritannien und dreimaligem Bürgermeister von Manchester Matthew Curtis (mayor). Sie besuchte die Benenden School und studierte Mathematik am St Hilda’s College in Oxford, wo sie auch Kapitänin des Rasentennis- und Fechtteams der Frauen der Universität war und Lacrosse für die Universität spielte. 1937 erhielt sie ihre ersten Flugstunden im Yapton Flying Club in Ford bei Chichester und erwarb eine Lizenz der B-Klasse. Sie bekam einen Pilotenjob bei Charles Lloyd Flugdienste, der für die in Southampton ansässige Kartenherstellerfirma Ordnance Survey Luftbilder für die Kartierung aufnahm. Bei Ausbruch des Zweiten Weltkriegs war sie arbeitslos, da die Flugzeuge nicht geflogen wurden. Die Ordnance Survey nahm sie jedoch in die Forschungsabteilung auf und sie half beim Zeichnen von Karten aus Luftbildern. 1940 erhielt sie von Pauline Gower einen Anruf, denn es bestand ein dringender Bedarf an mehr Piloten. Da die meisten Männer der Royal Air Force beitraten, wurde beschlossen, einen Frauenpool zu bilden, um die Anzahl der Piloten zu erhöhen. 1940 trat sie als eine der ersten Pilotinnen der ATA bei und blieb bis 1945, als die Organisation geschlossen wurde. Bis zum Frühjahr 1941 gab es eine Regierungsentscheidung, wonach Frauen keine operativen Flugzeuge fliegen durften und im September 1941 wurde in Hamble die Frauenabteilung der ATA eröffnet. Dort wurde sie unter Margot Gore als Commander und Rosemary Rees als Stellvertreterin stationiert. Sie wurde eine der Spitfire Girls und flog Spits aus Southampton. Nach dem Krieg kaufte sie eine zweisitzige Wicko GM.1 (Kennzeichen G-AFJB), von ihrer ehemaligen ATA-Freundin Philippa Bennett. Sie nutzte die Wicko, um 1950 am Thruxton Air Race und auch am „Battle of Britain Anniversary Race“ in Herne Bay teilzunehmen. Sie trat mit 3 Frauen gegen 72 Männer an. 1951 waren Prinzessin Elizabeth und Prinzessin Margaret auf dem Hatfield Aerodrome, um ihr bei dem Rennen gegen britische männliche Piloten zuzusehen. 1952 flog sie die Wicko erneut beim South Coast Air Race. Nach dem Krieg wurde sie Technikerin und Flugtestbeobachterin beim Aeroplane and Armament Experimental Establishment für Militärflugzeuge in MoD Boscombe Down und wechselte später zur Fairey Aviation Company, wo sie als leitende Flugentwicklungsingenieurin tätig war. Mit der Verstaatlichung der Flugzeugindustrie in den sechziger Jahren verließ sie Fairey Aviation, um zum Luftfahrtministerium zu wechseln. Sie arbeitete einige Jahre an der ersten Planung des gemeinsamen zivilen und RAF-Flugsicherungszentrums in West Drayton. Später arbeitete sie unter der britischen Zivilluftfahrtbehörde für die Direktion Flugbetrieb. 1976 nahm sie eine Stelle bei einer Firma an, die an die Sperry Corporation in Bracknell lieferte. Sie nahm aktiv an britischen Luftrennen teil und flog verschiedene Flugzeuge, darunter ihre Wicko und eine Spitfire XI des amerikanischen Luftattachés in London. Als starke Unterstützerin der Concorde (ihre Concorde-Club-Nummer war 151) machte sie zwei Flüge mit dem berühmten Verkehrsflugzeug. Sie war Gründungsmitglied der British Women Pilots Association. 1992 qualifizierte sie sich für das Fliegen von Hubschraubern und flog bis 1995 weiter Flugzeuge.

## Veröffentlichungen
- 1985: The Forgotten Pilots: A Story of the Air Transport Auxiliary, 1939–45, ISBN 978-0-947750-02-2.
- 2004: Lettice Curtis: Her Autobiography, ISBN 978-0-9546201-1-0.